# Atènocles de Cízic
Atènocles de Cízic (grec antic: Ἀθηνοκλῆς) fou un escriptor grec comentarista d'Homer, ben considerat per Ateneu de Nàucratis. Podria ser també el mateix Atènocles que va escriure una història dels assiris i medes.